# Agen
Agen é uma comuna francesa na região administrativa da Nova Aquitânia, no departamento Lot-et-Garonne. Estende-se por uma área de 11,49 km². Em 2010 a comuna tinha 33 887 habitantes (densidade: 2 949,3 hab./km²).659 hab/km².
Era chamada de Agino (em latim: Aginnum) durante o período romano.

## Personalidades
- Joan Francés Blanc (1961), jornalista e escritor em língua occitana